# 阿哈龙会堂
阿哈龙会堂（Beth Aharon Synagogue），又名博物院路会堂，是中国上海历史上的一座塞法迪犹太人的犹太会堂，位于黄浦区虎丘路42号。它由旅居上海的地产大亨西拉·亚伦·哈同建于1927年，以纪念他的父亲阿哈龙·哈同。在第二次世界大战期间，阿哈龙会堂为东欧唯一完全逃脱了犹太人大屠杀的犹太教经学院，波兰的密尔经学院，提供了避难所。中华人民共和国成立后，阿哈龙会堂被 《文汇报》社占用，在文化大革命期间曾改为工厂。1985年，阿哈龙会堂建筑被拆除。

## 建造
阿哈龙会堂由旅居上海的地产大亨西拉·亚伦·哈同建于1927年，作为赠送给上海犹太社区的礼物。会堂以哈同的父亲阿哈龙·哈同命名。它位于上海公共租界中区的博物馆路20号（今虎丘路42号），靠近外滩和虹口，现在属于黄浦区。阿哈龙会堂取代了建于1900年的熙华德路（今长治路）舍里特·以色列会堂（Sheerith Israel），其位于二楼的会堂可以容纳400人。阿哈龙会堂由英国公和洋行设计，这家建筑师事务所还设计了外滩的汇丰银行大楼等多座地标建筑。阿哈龙会堂是一座造型特殊的摩登派穹顶建筑，平面为椭圆形。

## 第二次世界大战

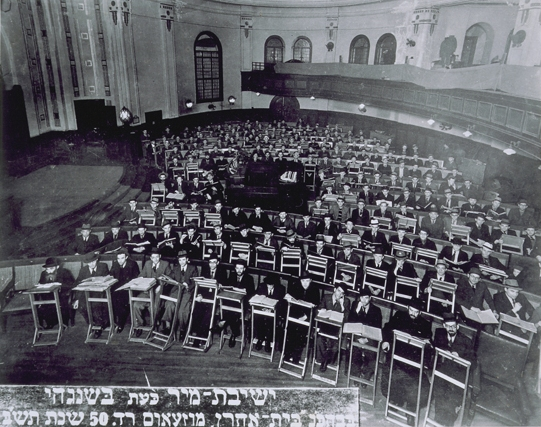
密尔经学院的师生在阿哈龙会堂

1941年，数千名波兰犹太人为逃离纳粹迫害，途径西伯利亚，抵达日本神户。当时的日本正在准备与美国作战，驱逐了这些难民。这批难民得到上海公共租界工部局警務處的许可，进入上海，准备半年后移居到美国。他们在八月到十月间来到上海。
在这些难民中，有东欧唯一完全逃脱了犹太人大屠杀的犹太教经学院，密尔经学院的全部400名师生，还有一些人来自其他犹太教经学院，包括波兰的卢布林、立陶宛的特尔希艾，以及白俄罗斯的克列茨克和 Lubavitz。他们被安顿在阿哈龙会堂，也有一些安顿在上海俄罗斯犹太人俱乐部。1941年12月太平洋战争爆发，日本人占领上海公共租界，虽然有少数人设法去了美国和加拿大，但是大多数难民都被困在上海，直到1947年离开上海。在战争期间，他们在阿哈龙会堂继续研究犹太教，并且用意第绪语和希伯来语印刷书籍。一些学生任教于上海犹太学堂。密尔经学院的存在，使得上海一度成为世界上最活跃的犹太研究中心之一。

## 中华人民共和国
1949年，中国共产党赢得国共内战，建立中华人民共和国。此后，阿哈龙会堂被政府报纸《文汇报》社占用。文化大革命期间，会堂被改建，改为工厂。1985年，原阿哈龙会堂建筑被拆除，改建为高层建筑文汇报大厦。1999年，文汇报社迁入新建的威海路755号上海文新报业大厦。21世纪初，外滩源项目开发期间，建成仅十余年的虎丘路文汇报大厦也被拆除。